# Hymenochirus
Hymenochirus é um género de rãs da família Pipidae. Está presente em África desde a Nigéria e Camarões, no Sul até ao Gabão e para Este ao longo da bacia hidrográfica do Rio Congo.

## Espécies
- Hymenochirus boettgeri (Tornier, 1896)
- Hymenochirus boulengeri De Witte, 1930
- Hymenochirus curtipes Noble, 1924
- Hymenochirus feae Boulenger, 1906